# Dirk IV van Wassenaer

Wapen van Dirk IV van Wassenaer

Dirk IV van Wassenaar (Voorschoten, ca. 1333 - tussen mei 1391 en 7 november 1392) was een 14e-eeuws Hollands edelman uit het geslacht Wassenaer.

## Biografie
Van Wassenaer was een zoon van Filips III van Wassenaer (1307-1348) en Elisabeth van der Dussen (1305-1333). Zijn moeder was een dochter uit het geslacht Van der Dussen. Na het overlijden van zijn vader werd hij burggraaf van Leiden en van 1348 tot 1386 ambachtsheer van Valkenburg en Katwijck, heer van Wassenaar, Kethel, Voorburg, Sassenheim, Vennep, Burggravenveen en Kalsslagen. Door huwelijk werd hij heer van Oost-Barendrecht. Vanaf 1348 bewoonde hij het kasteel 't Zandt te Oegstgeest. 
Hij trouwde op 29 september 1354 met Machteld Oem heer Gillisdr. erfdochter van Oost-Barendrecht. Zij was een dochter van Gillis Oem heer van Barendrecht (geboren in 1306) en Maria Frederiksdr. van Amerongen (geboren in 1304). Uit dit huwelijk is één zoon bekend: Filips van Wassenaar. Die volgde zijn vader op als burggraaf.
Daarnaast had van Wassenaer nog een bastaarddochter: Catharina (Katryn) van Wassenaer (geboren in 1356). Zij trouwde op huwelijkse voorwaarden op 30 oktober 1370 met Dirk Goeswijnsz. Say (van der Lee/van der Lede) (ca. 1345-1421), leenman van Wassenaar, schout van Katwijk. Hij werd op 13 juli 1380 aangesteld tot rentmeester van Wassenaer. Hij ontving van zijn schoonvader een jaarrente van 30 pond Hollands. Say van der Lede was een zoon van Goeswijn Jansz. Saij beleend te Schiedam, baljuw van Schiedam, beleend met de Spieringhoeck.  Een alliantiewapen met elementen Van der Lee (drie rozen) en Wassenaar (wassende maantjes) is te zien op een gebrandschilderd raam in het kasteel van Rhoon.